# Bibi Langer
Brita Catharina Margareta "Bibi" Langer (z domu Lidman) (ur. 9 sierpnia 1928 w Danderyd, zm. 17 marca 2020 w Sztokholmie) – szwedzka pisarka i dziennikarka.

## Życiorys
Córka pastora i mówcy zielonoświątkowego Svena Lindmana i pisarki Brity Lindman. W 1946 ukończyła szkołę średnią, w latach 1950-1952 pracowała w SAS. W 1958 została zatrudniona w wydawnictwie Åhlén & Åkerlunds jako dziennikarka. W 1972 rozpoczęła pracę w Sveriges Radio, początkowo w wiadomościach, a od 1975 do 1982 wspólnie z mężem Pekką Langrem (1919-1996) przygotowywała informacje o Karaibach i Afryce. Od 1983 przez rok przebywała w Zambii, gdzie działała w ramach organizacji pomocowej SIDA, równocześnie była szwedzkim korespondentem radiowym. 

## Twórczość[4]
- Jag vill somna om! (1974);
- Min vän är en ö (1975);
- Utanför grinden (1986);
- Den röda filten (1988).